# Rəhim Sadıxov
Rəhim Fuad oğlu Sadıxov (ur. 18 lipca 1996 w Moskwie) – azerski piłkarz grający na pozycji ofensywnego pomocnika. Od 2019 jest zawodnikiem klubu Sumqayıt FK.

## Kariera klubowa
Swoją karierę piłkarską Sadıxov rozpoczął w Rosji, w klubie Solaris Moskwa. W 2015 roku awansował do kadry pierwszego zespołu i 20 lipca 2015 zadebiutował w jego barwach we Wtoroj diwizion w wygranym 2:0 domowym meczu z Pskow-747 Psków. W Solarisie grał przez rok.
Latem 2016, po zakończeniu sezonu 2015/2016, Sadıxov przeszedł do innego klubu grającego we Wtoroj diwizion, Torpeda Moskwa. W nim swój debiut zaliczył 20 lipca 2016 w wygranym 2:1 domowym meczu z Czertanowem Moskwa. W sezonie 2018/2019 wygrał z Torpedem rozgrywki Wtoroj diwizion i wywalczył awans do Pierwyj diwizion.
We wrześniu 2019 Sadıxov został piłkarzem Sumqayıt FK. Zadebiutował w nim 14 września 2019 w przegranym 1:2 domowym meczu z Zirə Baku.
| Sezon   | Klub           | Kraj        | Rozgrywki       | Mecze | Gole |
| ------- | -------------- | ----------- | --------------- | ----- | ---- |
| 2015/16 | Solaris Moskwa | Rosja       | Wtoroj diwizion | 16    | 0    |
| 2016/17 | Torpedo Moskwa | Rosja       | Wtoroj diwizion | 23    | 4    |
| 2017/18 | Torpedo Moskwa | Rosja       | Wtoroj diwizion | 24    | 10   |
| 2018/19 | Torpedo Moskwa | Rosja       | Wtoroj diwizion | 24    | 9    |
| 2019/20 | Sumqayıt FK    | Azerbejdżan | Premyer Liqası  | 15    | 3    |
| 2020/21 | Sumqayıt FK    | Azerbejdżan | Premyer Liqası  | 27    | 8    |

## Kariera reprezentacyjna
Sadıxov grał w młodzieżowych reprezentacjach Azerbejdżanu na szczeblach U-17 i U-19. W reprezentacji Azerbejdżanu zadebiutował 8 września 2020 w wygranym 1:0 meczu Ligi Narodów 2020/2021 z Cyprem, rozegranym w Nikozji.